# جبل الغرة
جَبَلُ الغُرَّةِ هو جبل يقع بشمال غربي الجمهورية التونسية بولاية جندوبة، قرب الحدود التونسية الجزائرية، شمال مدينة غار الدماء وشمال شرقي قرية عين سلطان. يبلغ ارتفاعه 1209 م.  

يعتبر جبل غزة جزءا هاما من جبال خمير وأعلاهم ارتفاعا حيث يصنف كاعلى مرتفع بولاية جندوبة متبوعا بجبل سلطان المحاذي (1150 م).